# 勐堆乡
勐堆乡，是中华人民共和国云南省临沧市镇康县下辖的一个乡镇级行政单位。

## 行政区划
勐堆乡下辖以下地区：
勐堆村、彭木山村、铜厂村、帮东村、蚌孔村、竹瓦村、茶叶林村、尖山村、大寨村和蟒蛇山村。